# Bão Hester (1971)
Bão Hester (Typhoon Hester) được coi là một trong những cơn bão có sức tàn phá khủng khiếp nhất tấn công Việt Nam kể từ năm 1944. Phát triển thành một áp thấp nhiệt đới vào ngày 18 tháng 10 gần Palau, Hester mạnh dần lên khi nó di chuyển về phía Tây về phía Philippines. Trên khắp Philippines, Hester chịu trách nhiệm cho sáu người chết và thiệt hại 5 triệu yên. Sau khi đi qua Mindanao và Visayas như một cơn bão nhiệt đới trong khoảng thời gian từ ngày 20 đến ngày 21 tháng 10, cơn bão đã mạnh lên thành bão trước khi tấn công Palawan. Khi đi qua Biển Đông, Hester tăng cường thêm và cuối cùng đạt được sức gió cực đại là 165 km/h (105 dặm / giờ). Vào ngày 23 tháng 10, cơn bão đã đổ bộ vào gần Huế, miền Nam Việt Nam. Khi vào bờ, Hester nhanh chóng suy yếu và tan vào ngày 24 tháng 10 trên đất Lào.
Tác động đáng kể nhất từ cơn bão Hester đã được cảm nhận ở miền Nam Việt Nam, nơi sức gió vượt quá 155 km/h (100 dặm / giờ) đã gây ra thiệt hại lớn cho một số căn cứ của Quân đội Hoa Kỳ. Căn cứ bị thiệt hại nặng nề nhất là ở Chu Lai, nơi ba người Mỹ bị giết. Ít nhất 75% cấu trúc trong căn cứ bị hư hại và 123 máy bay bị hư hại hoặc phá hủy. Báo chí cho biết 100 người Việt Nam đã mất mạng do bão, trong đó có 33 người sau một vụ rơi máy bay gần Quy Nhơn. Sau cơn bão, chính phủ miền Nam Việt Nam đã cung cấp cho các khu vực bị ảnh hưởng nặng nề nhất với quỹ cứu trợ và vật tư.